# Isabel Mundry
Isabel Mundry (* 20. April 1963 in Schlüchtern) ist eine deutsche Komponistin.

## Leben und Werk
Isabel Mundry studierte Komposition bei Frank Michael Beyer und Gösta Neuwirth an der Hochschule der Künste Berlin und bei Hans Zender an der Hochschule für Musik Frankfurt am Main. 1994 belegte sie einen Kurs für Musikinformatik am IRCAM in Paris.
Von 1986 bis 1993 unterrichtete Mundry Musiktheorie und Analyse an der Berliner Kirchenmusikschule und an der Hochschule der Künste Berlin. 1994 wurde sie als erste Frau mit dem Busoni-Preis der Akademie der Künste Berlin ausgezeichnet. 1996 übernahm sie eine Professur für Komposition und Musiktheorie an der Musikhochschule Frankfurt. Seit 2004 ist sie Professorin für Komposition an der Zürcher Hochschule der Künste. Zusätzlich übernahm sie zum Studienjahr 2011/12 eine halbe Kompositionsprofessur an der Hochschule für Musik und Theater München. Mundry ist Mitglied des Beirats der Studien zur Wertungsforschung, 2004 wirkte sie in der Jury der Weltmusiktage der Internationalen Gesellschaft für Neue Musik ISCM.
Mundrys Werke zeichnen sich durch eine individualisierte und differenzierte, in sich variantenreiche und nuancierte Musiksprache aus: „Wiederholt wird in Mundrys Kompositionen so gut wie nichts; dasselbe gerät immer anders.“ International bedeutende Orchester und Ensembles haben Mundrys Werke aufgeführt. Ihr Musiktheater Ein Atemzug – Odyssee wurde an der Deutschen Oper Berlin im September 2005 uraufgeführt. Diese Produktion wählte die Kritikerjury der Fachzeitschrift Opernwelt zur „Uraufführung des Jahres 2006“. In der Saison 2007/2008 war Mundry Capell-Compositeur bei der Sächsischen Staatskapelle Dresden.

## Preise
- Boris-Blacher-Kompositionspreis der Universität der Künste Berlin und der Musikhochschule Hanns Eisler
- 1994 Busoni-Kompositionspreis der Berliner Akademie der Künste
- Kranichsteiner Musikpreis der Darmstädter Ferienkurse
- 1996: Schneider-Schott-Musikpreis Mainz gemeinsam mit Moritz Eggert
- 2001: Förderpreis des Siemens Musikpreises
- 2011: Heidelberger Künstlerinnenpreis[4]
- 2012: Zender-Preis[5] gemeinsam mit Martin Zenck[6]
- 2014: Deutscher Musikautorenpreis der GEMA in der Kategorie Solokonzert[7]
- 2016: Mitglied der Akademie der Wissenschaften und der Literatur, Mainz[8]
- 2023: Bayerischer Maximiliansorden für Wissenschaft und Kunst[9]